# Alvimiantha
Alvimiantha C.Grey Wilson  é um género botânico pertencente à família Rhamnaceae.

## Espécies
Apresenta uma única espécie:
- Alvimiantha tricamerata